# Opius panamanus
Opius panamanus är en stekelart som beskrevs av Fischer 1966. Opius panamanus ingår i släktet Opius och familjen bracksteklar. Inga underarter finns listade i Catalogue of Life.